# Clusia aishaltonensis
Clusia aishaltonensis är en tvåhjärtbladig växtart som beskrevs av Pipoly. Clusia aishaltonensis ingår i släktet Clusia och familjen Clusiaceae. Inga underarter finns listade i Catalogue of Life.